# أكاديميكا كويمبرا
نادي أكاديميكا دي كويمبرا لكرة القدم (بالبرتغالية: Associação Académica de Coimbra‏) نادي كرة قدم برتغالي يلعب في دوري الدرجة الممتازة. تم تأسيس النادي في سنة 1876.